# Coniophanes meridanus
Espèce
Statut de conservation UICN

 LC  : Préoccupation mineure
Coniophanes meridanus est une espèce de serpents de la famille des Dipsadidae.

## Répartition
Cette espèce est endémique du Yucatán au Mexique.

## Description
L'holotype de Coniophanes meridanus mesure, queue non comprise, 313 mm.

## Étymologie
Son nom d'espèce lui a été donné en référence au lieu de sa découverte, Mérida.

## Publication originale
- Schmidt & Andrews, 1936 : Notes on snakes from Yucatán. Field Museum of Natural History, Zoological series, vol. 20, no 18, p. 167-187 (texte intégral).